# Старшая школа «Колумбайн»
Старшая школа «Колумбайн» (англ. Columbine High School) — американская старшая школа, расположенная в Колумбайне, округ Джефферсон, штат Колорадо. В истории США «Колумбайн» стала печально известна тем, что 20 апреля 1999 года два её выпускника Эрик Харрис и Дилан Клиболд устроили теракт, ставший одним из наиболее крупных массовых убийств в учебных заведениях США.

## История
Школа открылась осенью 1973 года и в течение первого года не имела выпускного класса. Первые выпускники школы были выпущены в 1975 году. Название «Колумбайн» (с англ. — «Водосбор») было дано школе в честь одноимённой статистически обособленной местности, которая в свою очередь названа в честь цветка Aquilegia caerulea, который является эмблемой штата Колорадо. Первым директором школы был Джеральд Диффорд.
Официальными школьными цветами являются синий и серебряный. Цвета были отобраны с помощью голосования среди учеников Средней школы «Кен-Кэрил» и Старшей школы «Беар-Крик», которые стали первыми учениками «Колумбайн» в момент её открытия в 1973 году.

### Теракт
20 апреля 1999 года в школу пришли двое учащихся старших классов Эрик Харрис и Дилан Клиболд и устроили теракт, ставший одним из наиболее крупных массовых убийств в учебных заведениях США. Харрис и Клиболд застрелили 12 учеников и одного учителя, ранили ещё 24 человека, а после покончили жизнь самоубийством.
После теракта занятия были перенесены в соседнюю Старшую школу «Чатфилд», где и шли все оставшиеся до конца учебного года три недели.
За 4 года до теракта в школе был проведён ремонт стоимостью в 15 млн долл., во время которого были заново отделаны библиотека и кафетерий (по иронии судьбы Эрик Харрис и Дилан Клиболд были в числе первых девятиклассников, которые пошли в школу после ремонта). После теракта библиотека, которая была расположена над кафетерием, была снесена, потому что большинство жертв было убито именно там. На её месте был построен павильон с мемориальным потолком, а новое, более крупное, здание библиотеки возвели на ближайшем холме, откуда Харрис с Клиболдом начали своё «шествие».
Последние выжившие в теракте ученики закончили своё обучение в школе в 2002 году.
К 2019 году школа сохраняла репутацию «жуткой туристической достопримечательности» для тех, кто был очарован терактом. Ежегодно сотни людей останавливались возле школы, нарушая границы её территории, и даже были попытки проникнуть внутрь здания. В июне 2019 года власти округа Джефферсон в Колорадо предложили снести школу и отстроить её заново, чтобы она больше не вдохновляла школьных стрелков в дальнейшем.

## Адрес
Школа расположена на 6201 Саут-Пирс-Стрит в одной миле к западу от пределов города Литтлтона и в половине мили к югу от границы Денвера. Хотя в адресе школы написано «Литтлтон», на самом же деле школа входит в число Государственных школ округа Джефферсон, а не Государственных школ Литтлтона, с Литтлтоном школу связывает только почтовый индекс 80123.

## Выпускники
- Джени Шродер — участник группы DeVotchKa.
- Эрик Харрис и Дилан Клиболд — двое выпускников, устроившие в школе в 1999 году массовое убийство.
- Рэйчел Скотт — первая из 13 жертв Харриса и Клиболда. В память о ней была создана молодёжная программа «Rachel’s Challenge».
- Кэсси Берналл — ещё одна из 13 жертв Харриса и Клиболда.
- Уэс Харт — футболист MLS, который играл в последнем сезоне клуба Сан-Хосе Эртквейкс в 2005 году.
- Дэррил Акерфелдс — питчер Главной лиги бейсбола, который играл за Окленд Атлетикс, Кливленд Индианс, Техас Рейнджерс и Филадельфия Филлис с 1986 до 1991 годы.